# بخش یوسنارسبری
بخش یوسنارسبری (به سوئدی: Ljusnarsbergs kommun) یک ناحیه شهری در سوئد است که در شهرستان اوربرو واقع شده‌است.

## خواهرخوانده
شهرهای Lapinlahti, Aars و Sunndalsøra خواهرخوانده‌های بخش یوسنارسبری هستند.